# پروژه فضایی رنجر

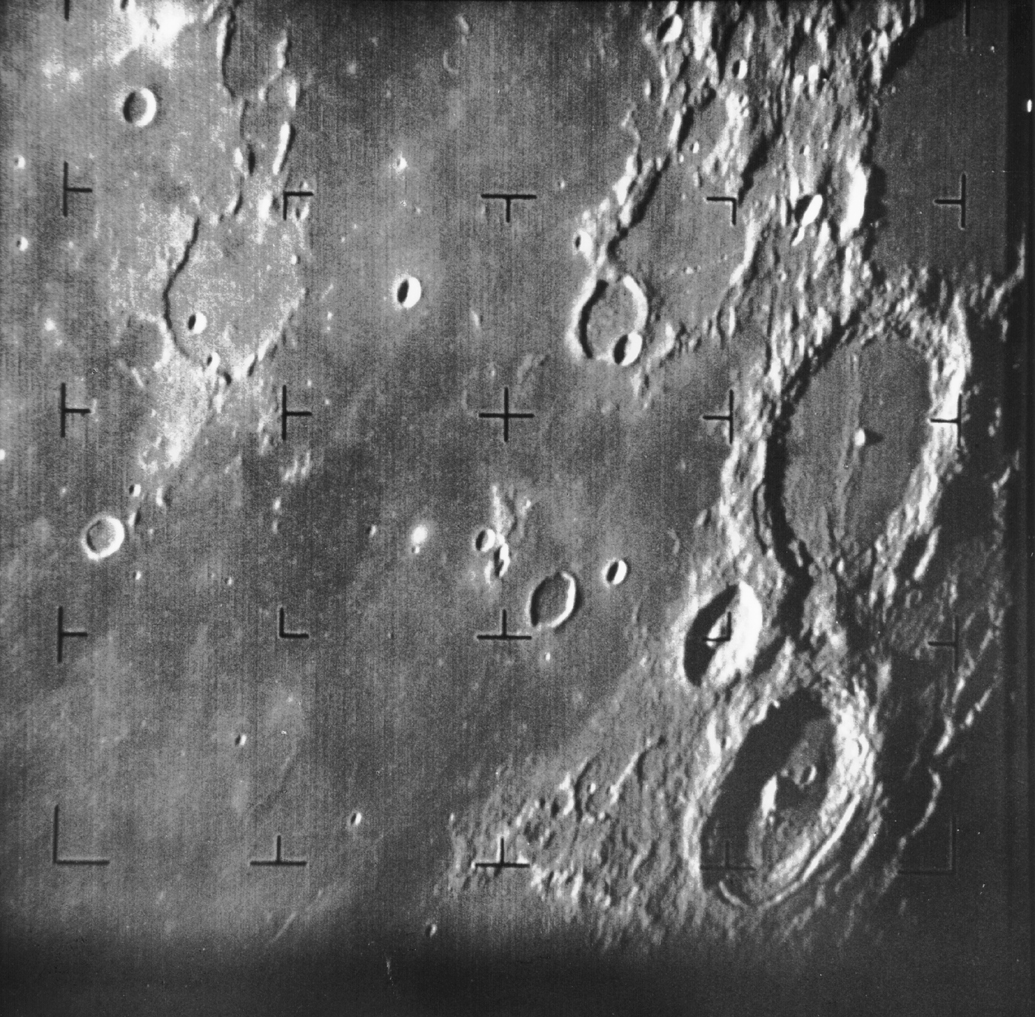
نخستین تصاویر از نمای نزدیک کره ماه، گرفته شده توسط رنجر ۷ در سال ۱۹۶۴

پروژه فضایی رنجر (به انگلیسی: Ranger Space Project) یکی از نخستین ماموریت‌های ناسا بوده‌است که شامل ۹ کاوشگر فضایی رنجر می‌شده‌است. این مأموریت بدون سرنشین در سال ۱۹۶۰ توسط ایالات متحده آمریکا برای نخستین تصاویر از نمای نزدیک کره ماه به وجود آمد. رنجر در زبان پارس به معنای تکاور است.